# شي هولك: المحامية
شي هولك: المحامية هو مسلسل تلفزيوني أمريكي قصير من إنتاج جيسيكا غاو لخدمة البث ديزني+، مبني على مارفل كومكس، ويدور حول شخصية شي هولك. وهو المسلسل التلفزيوني الثامن في عالم مارفل السينمائي (MCU) من إنتاج  استوديوهات مارفل، ويستمر في نفس السلسلة مع أفلام السلسلة. يتتبع المسلسل جينيفر والترز، محامية متخصصة في قضايا الأبطال الخارقين، والتي تتحول بدورها إلى البطلة الخارقة الخضراء شي هولك. شغلت غاو منصب كاتبة السيناريو الرئيسية، بينما قادت كات كويرو فريق الإخراج.
تلعب تاتيانا ماسلاني دور جينيفر والترز / شي هولك إلى جانب جميلة جميل، جينجر غونزاغا، مارك رافالو، جوش سيغارا، مارك لين بيكر، تيس ماليس كينكيد، تيم روث، ميغان ذا ستاليون، بيندكت وونغ، رينيه إليز جولدسبري، جون باس، ريس كويرو، جريفين ماثيوز، باتي هاريسون، ستيف كولتر، تشارلي كوكس، براندون ستانلي، ودرو ماثيوز. أُعلن عن مسلسل شي هولك في أغسطس 2019، وتم التعاقد مع غاو في نوفمبر من ذلك العام. وفي سبتمبر 2020، انضمت كويرو لإخراج عدة حلقات. وفي ديسمبر، أُعلن رسميًا عن اختيار ماسلاني، وتم التعاقد مع آنو فاليا لإخراج عدة حلقات. وتم التصوير في أتلانتا، جورجيا، من أبريل إلى أغسطس 2021.
عُرض مسلسل شي هولك: المحامية لأول مرة في 18 أغسطس 2022، واستمر عرضه لتسع حلقات حتى 13 أكتوبر. وهو آخر مسلسل تلفزيوني من المرحلة الرابعة. تلقى المسلسل مراجعات إيجابية بشكل عام من النقاد، مع إشادة خاصة بأداء ماسلاني، على الرغم من أن ردود الفعل تجاه المؤثرات البصرية للمسلسل كانت متباينة.